# Good-by morning
"Good-by morning" (グッバイ・モーニング (Gubbai Mōningu) là đĩa đơn của Utoku Keiko & Fusanosuke Kondo.

## Bối cảnh
Dự án hợp tác âm nhạc thứ ba của Fusanosuke Kondo là với Utoku Keiko của nhóm Mi-Ke để làm nhạc phát cuối phim truyền hình "Woman Dream" của đài Kansai và Fuji TV. Bài hát là bản cover lại bài hát "Goodbye Morning" của ca sĩ Sandii hát tại World Popular Song Festival lần thứ 7 năm 1976, tuy nhiên bản hát lại có nhiều sửa đổi về lời.
Nhạc sĩ Shono Masayo cũng thu âm trong album này. Khi ra mắt, người được credit sáng tác là Nakajima Kaoru CA (Crown Ambassador).
Vào năm 2011, Utoku cùng Kondo tái hợp lại cùng nhóm B.B.Queens để cover lại bài hát này. Ngày 1 tháng 5 cùng năm, bài hát nằm trong đĩa đơn Odoru Ponpokorin～Chibi Maruko Chan Tanjō 25th Version～ và được Nagato Daiko arrange lại.

## Danh sách bài hát
1. Good-by morning〜Medium Version〜
Lời：Masayo Shono; Nhạc：Nakajima Kaoru; Biên khúc：Nagato Daiko
2. Good-by morning〜Slow Version〜
3. Good-by morning〜Medium Version〜 (inst.)
4. Good-by morning〜Slow Version〜 (inst.)

## Những người tham gia
- Utoku Keiko (Mi-Ke) - Giọng hát
- Furanosuke Kondo - Giọng hát, guitar
  - Shiotsugu Shinji - Guitar
  - Kojima Yoshinobu - Piano
  - Ikeda Daisuke - Synthesizer